# Villa Medici von Pratolino

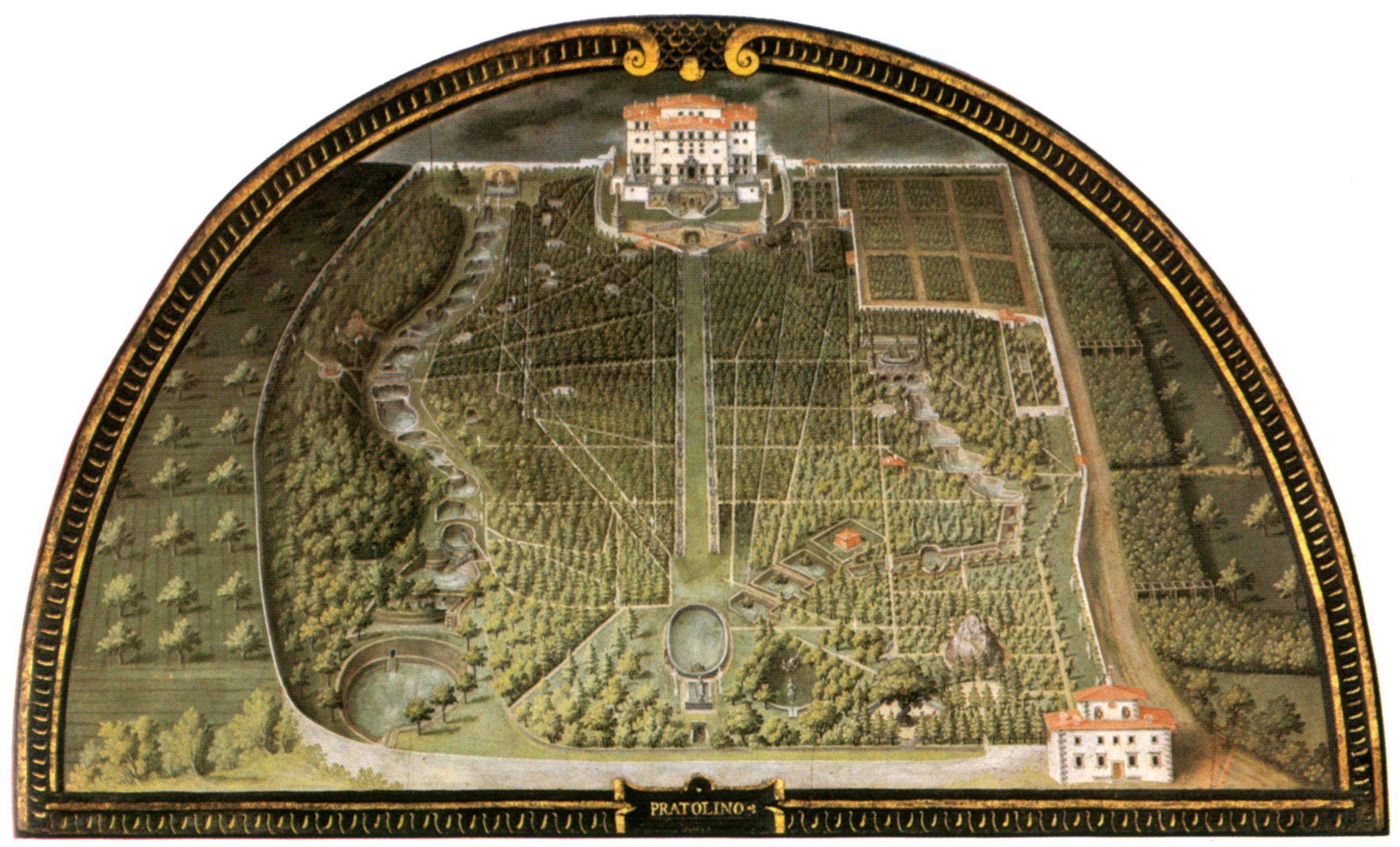
Giusto Utens: die Medici-Villa von Pratolino

Die Villa Medici von Pratolino (auch Park Demidoff oder Villa Demidoff) liegt in der Gemeinde Vaglia, Via Fiorentina 276, Metropolitanstadt Florenz, Region Toskana, Italien.

## Geschichte

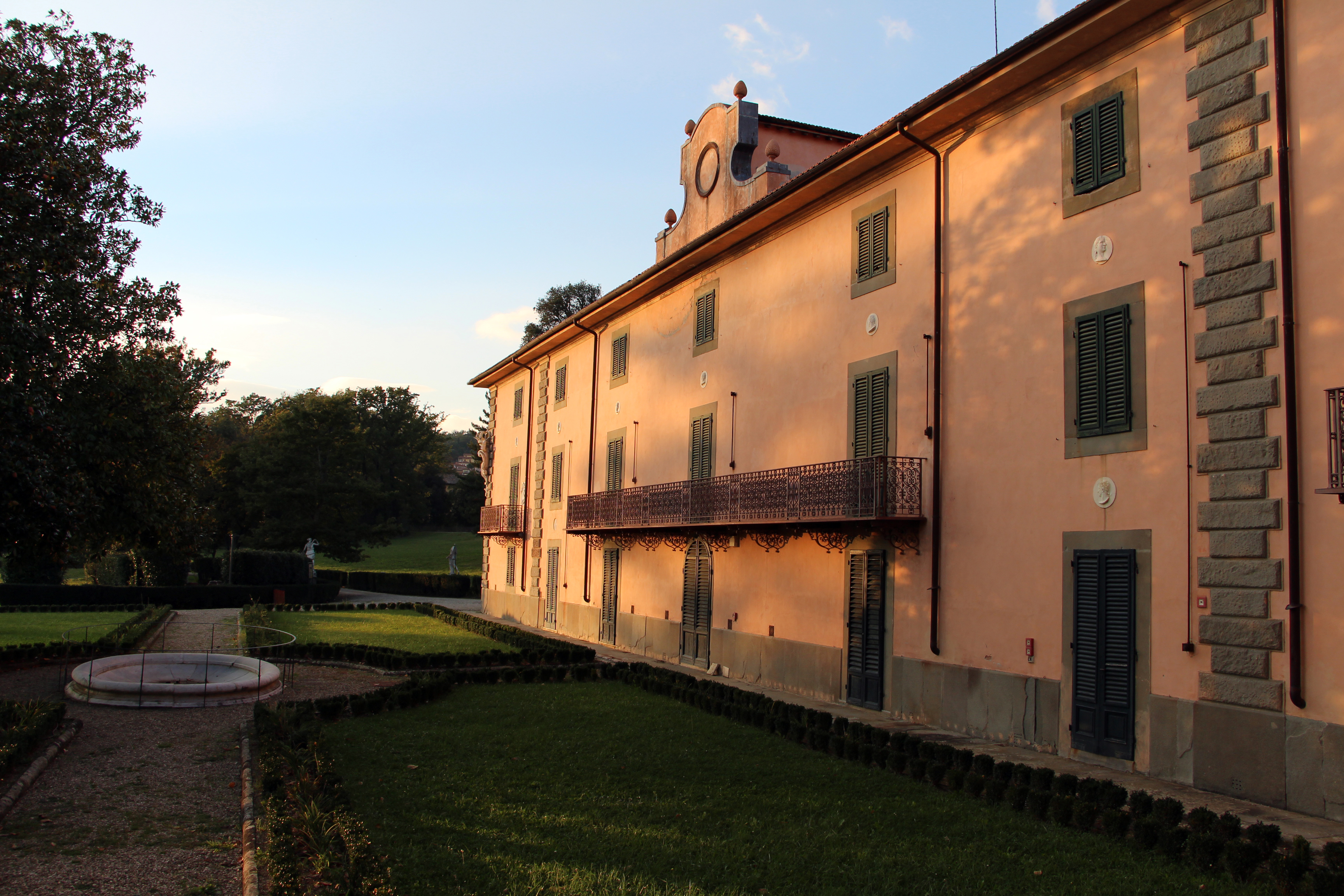
Villa Medici von Pratolino

1568 kaufte Francesco I. de’ Medici nahe dem Dorfe Pratolino, entlang der alten Bologneser Landstraße, ein Stück Land von Benedetto di Buonaccorso Uguccione und ließ darauf von Bernardo Buontalenti für sich und seine Geliebte Bianca Cappello, die er nach dem Tod seiner Frau Johanna von Österreich heiratete, eine Villa bauen und einen Garten anlegen.
Mit dem Tode des Gian Gastone de’ Medici im Jahre 1737 starb das Geschlecht der Medici aus, und Pratolino fiel ans Haus Lothringen. Franz Stephan besuchte die Villa 1739; zu Ehren seines Besuches wurden die berühmten Wasserspiele vermutlich zum letzten Male in Betrieb genommen. Durch seine Wahl zum Kaiser verlor er das Interesse an Pratolino und die Villa wurde für neun Jahre an Bernardo Sgrilli verpachtet. Auch für den nächsten Besitzer, Großherzog Peter Leopold, den späteren Kaiser Leopold II., war die Erhaltung des Anwesens viel zu kostspielig, sodass der Park und die Villa weiter verfielen.
Großherzog Ferdinand III. schenkte dem Anwesen wieder mehr Aufmerksamkeit, aber die Zuleitungen zu den Wasserspielen waren undicht geworden und hatten das Fundament der Villa unterspült. Der böhmische Ingenieur Joseph Fiechs überzeugte Ferdinand III. von der Aussichtslosigkeit einer Renovierung, begann 1821 mit dem Abriss der Villa und legte einen englischen Garten an. 1824, nach dem Tod Ferdinands III., wurde das Projekt eingestellt.
1872 kaufte Fürst Paul Demidoff, russischer Gesandter in der Toskana, den Besitz und ließ das verbliebene Pagenhaus (paggeria) vom Architekten Emilio de Fabris zu einer Villa ausbauen. Nach dem Tode seiner Tochter ging der Besitz an Prinz Paul von Jugoslawien, aber auch er scheiterte an den immensen Kosten für dessen Unterhalt. Seit 1981 ist der Park im Besitz der Stadt Florenz.

## Der Park

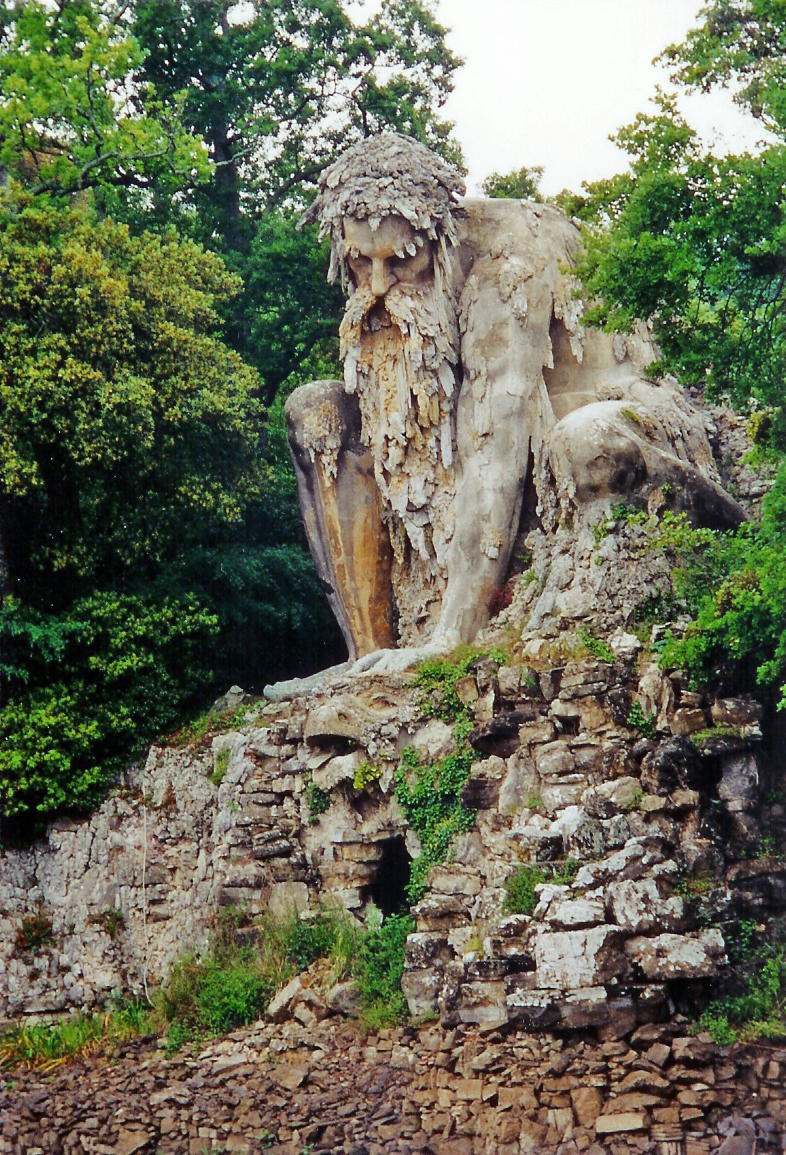
Der Apennin von Giambologna

Durch die zahlreich überlieferten Beschreibungen, Stiche und Bilder haben wir heute eine recht gute Vorstellung vom Aussehen des Parks. Das Lünettenbild von Giusto Utens im Topografischen Museum Firenze com’era in Florenz zeigt den Zustand von 1599.
Francesco I. war ein schwieriger Mensch, der sich hierher zurückgezogen hatte und sich der Planung und Verbesserung der Wasserspiele hingab, die als Wunder (meravigilie) bezeichnet wurden. Eine der Hauptattraktionen war die Viale degli Zampilli, eine Allee, gesäumt von gegeneinander gerichteten Fontänen, die eine Wasserlaube bildeten, in die das Sonnenlicht Regenbogenfarben zauberte und durch die man hindurchschreiten konnte, ohne nass zu werden. Am Ende dieser Allee „steht eine Frau aus weißem Marmor, eine Wäscherin, die Wasser aus einem Stück Leinen wringt“, berichtet der englische Reisende John Evelyn in seinem Tagebuch, der Pratolino 1645 besuchte. Am anderen Ende dieser Allee befand sich der Jupiterbrunnen.
Auf der linken Seite des Gemäldes Utens sieht man die Peschiera della Maschera, eine Kette von Wasserbecken, die das Wasser über den Hang hinableiteten, bis es in einen Brunnen mit Bronzestatuen von Satyrn von Giambologna floss. Eine Vielzahl von Grotten boten allerlei fantastische Überraschungen. Da war die Grotte der Sintflut – Grotte der Tritonen, die mit Donner und Blitz erschreckte, oder die Grotte der Samariterin, wo ein steinerner Diener Wasser zur Kühlung der Getränke oder zum Reinigen der Finger bot.
Viele dieser Statuen sind verschwunden, geraubt oder verloren, nur wenige fanden ihren Weg in andere Gärten, z. B. den Boboli-Garten, und ganz wenige sind im Garten verblieben, wie die gigantische Statue des Apennin von Giambologna. Diese Statue ist so riesig, dass man sie innen besteigen und durch ihre Augen hinausblicken kann.
1697 schuf der Architekt Antonio Ferri für Ferdinando de’ Medici (1663–1713) ein Theater, das für kurze Zeit ein musikalischer Treffpunkt wurde. Zu Gast waren so berühmte Musiker wie Alessandro und Domenico Scarlatti, Bernardo Pasquini und Georg Friedrich Händel.